# Araiophos
Araiophos es un género de peces de la familia Sternoptychidae, del orden Stomiiformes. Este género marino fue reconocido por primera vez en 1961 por Marion Griswold Grey.

## Especies
Especies reconocidas:
- Araiophos eastropas Ahlstrom & Moser, 1969
- Araiophos gracilis Grey, 1961